# 准噶尔石竹
准噶尔石竹（学名：Dianthus soongoricus）是石竹科石竹属的植物。分布在哈萨克斯坦、蒙古以及中国大陆的新疆等地，生长于海拔900米至3,200米的地区，多生长在山谷岩坡，目前尚未由人工引种栽培。